# Huttwil
Huttwil je obec a město v kantonu Bern ve Švýcarsku, která spadá pod distrikt Oberaargau. Obec se nachází v nadmořské výšce 638 m v Alpách. Na konci roku 2015 v něm žilo 4741 obyvatel.

## Historie
Sídlo je poprvé zmíněno v 9. století jako Huttiwilare.

## Geografie
Obec má rozlohu 17,24 km², z čehož se přes 64% využívá k zemědělství a přes 20% tvoří lesy.